# 启迪药业
启迪药业集团股份公司 （深交所：000590，简称：启迪药业），前身為「衡阳中药厂」「衡阳卫星制药厂」「衡阳国药加工厂」「衡阳中成药制药厂」「衡阳地区制药厂」「衡阳中药实业股份有限公司」「湖南古汉集团股份有限公司」「清华紫光古汉生物制药股份有限公司」“紫光古汉集团股份有限公司”及“启迪古汉集团股份有限公司”，是一间位于中国湖南省衡阳市的制药企业。

## 历史
於1956年成立。该公司曾為紫光集團有限公司旗下企业，现时则由启迪控股拥有。
2011年，该公司主营业务收入为343508517.61元，公司净利润为72134381.36元，公司总资产为602453690.60元。
2015年1月21日，紫光古汉披露了紫光集团将其持有的全数无限售流通股份转让予启迪控股旗下之启迪科服的计划，有关计划于当年4月获中华人民共和国财政部批准。配合以上股权变动，公司于2016年4月12日变更证券简称为“启迪古汉”。2018年7月及2019年2月，该公司又先后披露收购作为启迪控股关联企业的诚志永丰之全数股权、购买美中宜和于北京的主要运用资产及清源儿童医院医疗投资80%股权等两笔重组方案，惟两份方案先后因故终止。2020年12月22日，公司再更名为“启迪药业”。